# 綾瀬市立早園小学校
綾瀬市立早園小学校（あやせしりつそうえんしょうがっこう）は、神奈川県綾瀬市小園にある公立小学校。

## 概要
- 本校は、相鉄小園団地の開発により綾瀬小学校早園分校を独立して早園小学校として新設。校舎新築落成の期間、旧早園分校の校舎を仮校舎として使用した[1]。

## 沿革
- 1971年（昭和46年）
  - 4月1日 - 綾瀬町立早園小学校として開校[2][1]。
  - 5月2日 - 開校式挙行。校旗制定[1]。
  - 12月24日 - 旧早園分校の仮校舎から、高座郡綾瀬町小園420番地の新校舎に移転[2][1]。
- 1972年（昭和47年）
  - 1月8日（第3学期） - 新校舎での授業開始[1]。
  - 1月24日 - 新校舎の竣工式挙行[1]。
- 1973年（昭和48年）1月24日 - この日（1月24日）を開校記念日と制定[1]。
- 1974年（昭和49年）8月26日 - 増築校舎の起工式挙行[1]。
- 1975年（昭和50年）
  - 1月23日 - 校歌制定[2][1]。
  - 3月28日 - 増築校舎の竣工式挙行[1]。
- 1978年（昭和53年）
  - 8月30日 - 増築校舎起工[1]。
  - 11月1日 - 綾瀬町の市制施行により、綾瀬市立早園小学校と改称[2]。
- 1979年（昭和54年）3月30日 - 増築校舎完成[1]。
- 1981年（昭和56年）
  - 1月18日 - 創立10周年記念式典挙行[2]。
  - 7月6日 - プール竣工式挙行[2][1]。
- 1989年（平成元年）3月15日 - プール改修工事及び塗装工事が完成[1]。
- 1992年（平成4年）
  - 3月31日 - 大規模改修防音工事及び特別教室棟増築防音工事が完成[2]。
  - 12月22日 - 防音補助工事が完成[1]。
- 1993年（平成5年）2月17日 - 校庭整備工事が完成[1]。
- 1994年（平成6年）10月31日 - 体育館改修工事が完成[1]。
- 1995年（平成7年）1月24日 - 創立25周年記念体育館時計設置[2]。
- 2000年（平成12年）6月1日 - 本校を含む市内各小学校にインターネット接続を開始[1]。
- 2001年（平成13年）1月20日 - 創立30周年記念式典挙行[2]。
- 2007年（平成19年）9月15日 - 体育館の耐震補強工事が完成[1]。
- 2008年（平成20年）7月 - この月から8月にかけて、校舎外壁塗装実施[2]。
- 2009年（平成21年）6月 - この月から8月まで、校舎外給水管改修工事[2]。
- 2014年（平成26年）11月15日 - この日から翌年2月2日まで、給水管改修工事実施[1]。
- 2015年（平成27年）1月20日 - 空調設備機能復旧工事が完成[1]。
- 2016年（平成28年）1月31日 - 体育館天井耐震化工事が完成[1]。
- 2017年（平成29年）3月17日 - プールろ過機改修工事が完成[1]。
- 2018年（平成30年）
  - 2月 - 屋上防水改修工事が完成[2]。
  - 10月18日 - 体育館屋根防水等改修工事が完成[1]。
- 2020年（令和2年）10月30日 - 本校体育館にて、創立50周年記念式典挙行[3][1]。

## 学校教育目標
出典
- よく考える子（知）
- 心豊かな子（徳）
- 健康な子（体）
- 最後までがんばる子（意）

## 学区
出典
- 小園（全域）
- 小園南（全域）
- 早川（1754番地・1757番地・1758番地の一部・1759番地・1762～1982番地・2153～2167番地・2175～2179番地・2625番地・2652～3234番地）

## 学校周辺
- 小園東公園 - 敷地が隣接
- 小園西公園
- 市民の広場
- 小園団地 - 本校開校のきっかけとなった団地
- 小園自治会館
- 小園児童館
- 相鉄バス綾瀬営業所
- 綾瀬市学校給食センター
- 綾瀬郵便局
- 東名高速道路
  - 綾瀬スマートインターチェンジ
  - 綾瀬バスストップ（東名綾瀬）
- このほか、本校の東側には工場が立地している他、小規模公園や小園団地以外のマンションやアパートなどの住宅も広がっている。

## 交通アクセス
- 小田急電鉄小田原線・相模鉄道本線・JR東日本相模線海老名駅（東口）から、相鉄バス「綾41」系統（小園団地経由綾瀬車庫行）で10分～12分、「小園団地」バス停下車後、徒歩3分。

以下は学校ホームページには記載無いがアクセス可能
- 東名綾瀬バス停より、
  - 上り線（東京駅行・新宿行）のりばから、徒歩約755m・約11分。
  - 下り線（箱根行・静岡駅行・名古屋駅行・関西方面行）のりばから、徒歩約1km強・約16分。

## 出身者
- リトル・ピンク（内藤佳緒利（姉）・内藤佐緒利（妹）。芸能活動開始時に静岡県浜松市より転居し、同校に転校した後の1979年3月に卒業）[6]